# Hans G. Hönig
Hans G. Hönig (* 5. März 1941 in Stuttgart; † 5. Juli 2004 in Landau) war ein deutscher Translationswissenschaftler und Ausbilder von Dolmetschern und Übersetzern.

## Leben
Hans G. Hönig wurde 1941 in Stuttgart geboren. Er studierte Anglistik und Germanistik an der Eberhard Karls Universität Tübingen und am Trinity College (Dublin), Irland. 1967 legte er sein Staatsexamen ab und 1971 erwarb er seine Doktorwürde mit dem literaturwissenschaftlichen Thema Studien zur englischen Short Story am Ende des 19. Jahrhunderts: Stevenson, Hardy, Kipling und Wells. Zwischen 1967 und 1969 war Hönig als DAAD-Lektor an der University of Sussex in England tätig und unterrichtete dort Deutsch. Ab 1971 arbeitete er als Dozent am Institut für Anglistik, Amerikanistik und Anglophonie am Fachbereich Angewandte Sprach- und Kulturwissenschaft, FASK, der Johannes Gutenberg-Universität Mainz in Germersheim.
Hönig galt als engagierter Dolmetsch- und Übersetzungswissenschaftler und war nicht nur in Europa, sondern weltweit bekannt. Er trug maßgeblich zur Entwicklung der Übersetzer- und Dolmetschstudiengänge in Skopje, Ljubljana und Istanbul bei und engagierte sich aktiv für Programme zur Ausbildung von Lehrkräften in Spanien und Ungarn. Am 5. Juli 2004 starb er im Alter von 63 Jahren.

## Werk
Hönig wurde durch zahlreiche Veröffentlichungen international bekannt. Er beschäftigte sich hauptsächlich mit folgenden Themen:

### Grundlagen der Translationswissenschaft
Die Translation als Übergang von einer Ausgangssprache und -kultur in eine Zielsprache und -kultur wird als Prozess verstanden, in welchem die translatorische Kompetenz des Übersetzers bzw. Dolmetschers von Bedeutung ist, um einen Ausgangstext zu verstehen und in der Zielsprache neu zu gestalten. Diese Kompetenz, die sich durch eine Verbindung von Theorie und Praxis entwickelt, umfasst neben mutter- und fremdsprachlicher Kompetenz sowie Kulturkenntnissen vor allem das Selbstbewusstsein des Translators und die Reflexion über seine Translationsstrategien als wichtigen Bestandteil des translatorischen Handelns. Im Translationsprozess ist zu beachten, dass es keine Symmetrie zwischen Ausgangs- und Zieltext gibt. Daher erweist sich die Kreativität des Translators als besonders wichtig. Er muss die reale Situation und den Kontext sowie die Adressaten des Translats berücksichtigen.

### Ausbildung von Dolmetschern und Übersetzern
Hönig engagierte sich für die Ausbildung junger Dolmetscher und Übersetzer. Hierfür publizierte er beispielsweise (zusammen mit Paul Kußmaul) Strategie der Übersetzung: Ein Lehr- und Arbeitsbuch (1982), das auf der Grundlage ihrer Seminare und Übungen geschrieben wurde.
In einigen seiner Werke befasst sich Hönig mit didaktischen Aspekten. Er betrachtet z. B. das Modell der übersetzungsrelevanten Textanalyse als ein wichtiges Instrument für Studenten, das in der Didaktik eingesetzt werden sollte. Dieses Modell hilft dem angehenden Übersetzer zu bestimmen, ob er alle Kompetenzen hat, um einen Text zu übersetzen und damit Fehler zu vermeiden. Die wichtigste Fehlerquelle bleibt für Hönig die translatorische Inkompetenz, deren Überwindung durch fundierte Übersetzungsstrategien ein zentrales Anliegen der Ausbildung ist.
Grundlegend im Bereich des Dolmetschens ist Hönigs Aufsatz Piece of Cake – or Hard to Take? (2002/2003), in dem er sich mit der Bewertung des Schwierigkeitsgrads der von Studierenden zu dolmetschenden Texte befasst. Er stellt einen Vergleich zwischen den zu dolmetschenden Texten und Notenblättern an: Dolmetschprüfungen und die Musikprüfungen, bei denen man vom Blatt spielen muss, seien aufgrund der Unvorhersehbarkeit sehr ähnlich. Ebenso wie in der Musik müsse auch beim Dolmetschen der Schwierigkeitsgrad des Stückes in die Bewertung mit einfließen. Sein zusammen mit Kollegen am Fachbereich Translations-, Sprach- und Kulturwissenschaft der Johannes Gutenberg-Universität (FTSK) in Germersheim aufgestelltes Bewertungsmodell umfasst die folgenden Kategorien:
1. a) Thema und b) Struktur des Textes
2. a) Sprechakte und b) Redundanz
3. Kohäsion: z. B. a) Thema/Rhema-Progression, b) Anaphern und Kataphern
4. Präsentation: a) Sprechgeschwindigkeit und Benutzung von Notizen, b) visuelle Hilfsmittel, c) Abweichung von der Standardsprache (z. B. nicht muttersprachliches Englisch)
5. Zahlen

### Der mentale Translationsprozess
Hönig untersuchte wiederholt die mentalen Prozesse, die während des Translationsvorganges auftreten. Er bezieht sich dabei auch auf die Problematik des Verstehens und unterscheidet zwischen Verstehen und Verbalisierung. Der Verstehensprozess spielt während der Übersetzung eine sehr wichtige Rolle und manifestiert sich in der Verbalisierung. Für didaktische Ansätze ist eine derartige Trennung aber nicht relevant, da keine eindeutige Beziehung zwischen Verständnisproblemen und Fehlern besteht. Um dies zu verdeutlichen, analysiert Hönig die Denkweisen von Studierenden während des Übersetzens. Er unterstreicht, dass sich Textverständnis nicht mit dem Erfassen einer „Textbedeutung“ gleichsetzen lässt, sondern dass der Übersetzer dem Text überhaupt erst einen Sinn geben muss.
Beim mentalen Übersetzungsprozess spielt auch die Intuition eine Rolle, die Hönig anhand Dialogische Introspektionen seiner Studenten untersucht. Für professionelle Übersetzer ist es unerlässlich, ihre Intuition zu erkennen und sie effektiv anzuwenden. Der mentale Prozess enthält sowohl kognitive als auch intuitive Anteile, die eng miteinander verbunden sind, wobei die Kognition auf überindividuellen objektiven und die Intuition auf individuellen subjektiven Faktoren basiert. Hönig zeigt, wie man erfolgreich mit der Intuition umgehen kann, nämlich wenn man intuitive und kognitive Vorgänge koordiniert. Für einen typischen Übersetzungsprozess gilt die Abwechslung zwischen Kognition und Intuition.
Bei den Herangehensweisen von Übersetzern und Dolmetschern an die Translation unterscheidet Hönig zwischen Makro- und Mikrostrategien. Makrostrategien beziehen sich auf Zielpublikum und Verwendungszweck des Translats; zu diesen Faktoren werden die Textanalyse und der Recherchebedarf in Beziehung gesetzt. Unter Mikrostrategien versteht Hönig isolierte Einzelregeln mit einem Absolutheitsanspruch, der Translatoren nur in die Irre führen kann. Mikrostrategien müssen dem makrostrategischen Gesamtkonzept untergeordnet werden. Dies gelingt Hönig zufolge Dolmetschern oft besser als Übersetzern, und er sieht deswegen die Aufgabe des Übersetzungsunterrichts auch darin, angehende Übersetzer an eine „dolmetscherische“ Wahrnehmung von „Szenen“ heranzuführen.
Im Vergleich zum Übersetzen ist das Dolmetschen eigentlich das Paradigma funktionsorientierter und handlungsbezogener Translation. Aber paradoxerweise werden in der Dolmetschwissenschaft noch die einzelnen sprachlichen Zeichen als Bedeutungsträger betrachtet, während die Übersetzungswissenschaft bereits von einem psycholinguistisch und gehirnphysiologisch abgesicherten Sinngebungsprozess ausgeht. Insofern initiiert Hönig eine Emanzipation der Dolmetschwissenschaft von der klassischen Systemlinguistik. (Hönig 1995c)
In seinen Beiträgen zum Dolmetschen geht Hönig auf Verstehensprozesse vorwiegend aus der Sicht der Gehirnphysiologie sowie der Psycho- und Pragmalinguistik ein. Er weist darauf hin, dass Verstehen subjektiv, relativ und begrenzt ist (Hönig 1992). Der Sinn entsteht durch ein komplexes Zusammenwirken von sprachlicher Darstellung und den im Gehirn bereits vorhandenen kognitiven Strukturen des beteiligten Subjekts (Hönig 1992).

### Selbstbewusstsein
Das Bewusstsein, dessen Entwicklung das Hauptziel des Übersetzers sein sollte, ist in Hönigs Werken ein wichtiger Aspekt, genauso wie die Rolle des Übersetzers in der Gesellschaft. Dies wird u. a. in den Aufsätzen Übersetzen lernt man nicht durch Übersetzen (1988) und Von der erzwungenen Selbstentfremdung des Übersetzers: Ein offener Brief an Justa Holz-Mänttäri (1992) deutlich. Auch in der Monografie Konstruktives Übersetzen spricht Hönig vom Selbstbewusstsein, das Übersetzer nicht entwickeln können, da sie mit den Möglichkeiten ihrer mentalen Werkstatt (des Gehirns) nicht vertraut sind und dadurch die mentalen Prozesse während ihrer Übersetzungstätigkeit nicht koordinieren können.
Hönig ruft zur Förderung des Selbstbewusstseins und Selbstvertrauens des Übersetzers sowohl während der Ausbildung als auch in der selbstständigen Berufstätigkeit auf. In diesem Zusammenhang übt er Kritik an systemlinguistischen Ansätzen in der Übersetzungswissenschaft, die das translatorische Handeln des Übersetzers mit Richtigkeitsansprüchen für die zu liefernden Texte einschränken und seinen Status in der Berufswelt beeinträchtigen.

### Evaluation der translatorischen Leistung
Ein Teil von Hönigs Publikationen ist der Evaluation von Translationsergebnissen gewidmet. Die Ergebnisse können die Situation der professionellen Translatoren im Beruf verbessern und die Qualität der Translationsarbeit erhöhen. Hönig unterscheidet zwei Ansätze für die Bewertung translatorischer Leistungen: den therapeutischen, der auf sprachlicher Ebene nach den Ursachen von Fehlern fragt, und den diagnostischen, der sich auf die Auswirkungen von Fehlern für die Nutzer des Textes konzentriert. Aus Mangel an festen Regeln erfolgt die Verwendung dieser Methoden willkürlich: Sie werden entweder von der konkreten Situation abhängig angewandt oder miteinander vermischt. In therapeutischer Hinsicht kann eine sprachlich fehlerhafte Translation als Zeichen translatorischer Inkompetenz beurteilt werden. Laut diagnostischem Ansatz herrscht folgende Ansicht: Bemerkt der Nutzer des Translats keine Fehler, so hat der Translator auch keine Fehler begangen. Hönigs eigene Herangehensweise ist diagnostisch; Sprachkompetenz ist für ihn kein Selbstzweck.

## Beitrag zur Dolmetschwissenschaft
Hönig leitete über viele Jahre die Fachgruppe Dolmetschen am Fachbereich Angewandte Sprach- und Kulturwissenschaft (FASK). In dieser Position war er für die Koordination des Dolmetschstudiums zuständig. Er leitete beispielsweise die sogenannte Freitagskonferenz, bei der Studierende in einer realen Konferenzsituation dolmetschen. Zudem wirkte er bei der Einführung des Masterstudiengangs Konferenzdolmetschen mit und versuchte die Kriterien und den Inhalt der Aufnahmeprüfungen zu vereinheitlichen.
Die Vertretung des Fachbereichs nach außen war ebenfalls eine von Hönigs wichtigen Aufgaben, wobei er Kontakte zu anderen Organisationen knüpfte. Immer wenn Fragen zum Dolmetschen auftraten, war er ein hilfreicher Ansprechpartner. Im Rahmen des EMCI (European Masters in Conference Interpreting) wirkte er beim Aufbau einer Dolmetschausbildung für die neuen EU-Amtssprachen nach der Osterweiterung mit.
Hönigs Beitrag zur Dolmetschwissenschaft kann man in einigen Bereichen als bahnbrechend bezeichnen. Für das Konsekutivdolmetschen entwickelte er ein Modell, das leider zu seinen Lebzeiten nie publiziert wurde. Zu seinen Verdiensten gehört auch eine Einführung in die Problematik des Schwierigkeitsgrades von Texten, worauf die Publikation Piece of Cake – or Hard to Take? basiert.
Seine Hauptthese zum Dolmetschen war: Ohne Analysefähigkeit, auf die er höchsten Wert gelegt hat, ohne fundierte Intuition und ohne das entsprechende persönliche Rüstzeug ist Dolmetschen nicht möglich. Der Aspekt des Monitoring (Selbstkontrolle) spielte für ihn immer eine große Rolle. Diese vier Faktoren galten für Hönig als Voraussetzung für das Dolmetschen.

## Schriften und Werke (Auswahl)
- Hans G. Hönig: Übersetzen lernt man nicht durch Übersetzen. Hrsg. Andreas F. Kelletat und Susanne Hagemann. Translationswissenschaftliche Bibliothek 3. SAXA, Berlin 2001.
- Hans G. Hönig, Paul Kußmaul: Strategie der Übersetzung: Ein Lehr- und Arbeitsbuch. Tübinger Beiträge zur Linguistik 205. Narr, Tübingen 1982.
- Hans G. Hönig: Konstruktives Übersetzen. Studien zur Translation 1. Stauffenburg, Tübingen 1995.
- Snell-Hornby, Mary, Hans G. Hönig, Paul Kußmaul und Peter A. Schmitt (Hrsg.): Handbuch Translation. Stauffenburg Handbücher. Stauffenburg, Tübingen 1998.
- Hans G. Hönig, Paul Kußmaul: Strategie der Übersetzung: Ein Lehr- und Arbeitsbuch. Tübinger Beiträge zur Linguistik 205. Narr, Tübingen 1982.
- Hans G. Hönig: Sind Dolmetscher bessere Übersetzer? Jahrbuch Deutsch als Fremdsprache: Intercultural German Studies 24, 123–133, 1998.
- Hans G. Hönig: Piece of Cake – or Hard to Take? Objective Grades of Difficulty of Speeches Used in Interpreting Training. Teaching Simultaneous Interpretation into a “B” Language: EMCI Workshop 20–21 September 2002. Genf: EMCI, 38–50, 2002.
- Hans G. Hönig: Kinderspiel oder Hexenwerk? Übers. Annie Scrugli. Übersetzen lernt man nicht durch Übersetzen. Von Hans G. Hönig. Hrsg. Andreas F. Kelletat und Susanne Hagemann. Translationswissenschaftliche Bibliothek 3. Berlin: SAXA. 2011. [Deutsche Übersetzung von Piece of Cake – or Hard to Take?]
- Hans G. Hönig: Hans macht klick: Ein in-grimmiger Beitrag zur Übersetzungstheorie. Lebende Sprachen: Zeitschrift für fremde Sprachen in Wissenschaft und Praxis 44.3, 1999, 97–102. doi:10.1515/les.1999.44.3.97.
- Hans G. Hönig: Von der erzwungenen Selbstentfremdung des Übersetzers: Ein offener Brief an Justa Holz-Mänttäri. TEXTconTEXT: Halbjahresschrift zur Translation. Theorie, Didaktik, Praxis 7.1, 1–14, 1992.
- Hans G. Hönig: Zur Evaluation von Dolmetsch- und Übersetzungsleistungen. Transfer: Übersetzen – Dolmetschen – Interkulturalität. 50 Jahre Fachbereich Angewandte Sprach- und Kulturwissenschaft der Johannes Gutenberg-Universität Mainz in Germersheim. Hrsg. Horst W. Drescher. FASK: Publikationen des Fachbereichs Angewandte Sprach- und Kulturwissenschaft der Johannes Gutenberg-Universität Mainz in Germersheim, Reihe A, 23. Peter Lang, Frankfurt am Main 1997, 193–208.
- Makeeva, Aleksandra, Tian Chenchen und Liu Danxia: Interview mit Dörte Andres, FTSK Germersheim, 2011.
- Prunč, Erich: Entwicklungslinien der Translationswissenschaft: Von den Asymmetrien der Sprachen zu den Asymmetrien der Macht. TransÜD: Arbeiten zur Theorie und Praxis des Übersetzens und Dolmetschens 14. Frank & Timme, Berlin 2007.
- Hans G. Hönig: Wissen Übersetzer eigentlich, was sie tun? In: Lebende Sprachen. 33, 1988, S. 10–14, doi:10.1515/les.1988.33.1.10.
- Hans G. Hönig: Positions, Power and Practice: Functionalist Approaches and Translation Quality Assessment. In: Current Issues In Language and Society. 4, 1997, S. 6–34, doi:10.1080/13520529709615477.
- Hans G. Honig: Complexity, Contrastive Linguistics and Translator Training: Comments on Responses. In: Current Issues In Language and Society. 4, 1997, S. 83–89, doi:10.1080/13520529709615484.